# Nowy Wiśnicz
Nowy Wiśnicz è un comune urbano-rurale polacco del distretto di Bochnia, nel voivodato della Piccola Polonia.
Ricopre una superficie di 82,49 km² e nel 2004 contava 12 821 abitanti.